# Cyrtostylis
Cyrtostylis is een geslacht uit de orchideeënfamilie (Orchidaceae). De soorten komen voor in Australië en Nieuw-Zeeland.

## Soorten
- Cyrtostylis huegelii Endl.
- Cyrtostylis oblonga Hook.f.
- Cyrtostylis reniformis R.Br.
- Cyrtostylis robusta D.L.Jones & M.A.Clem.
- Cyrtostylis rotundifolia Hook.f.
- Cyrtostylis tenuissima (Nicholls & Goadby) D.L.Jones & M.A.Clem.